# Zenaidini
Zenaidini – plemię ptaków z podrodziny gołębi (Columbinae) w obrębie rodziny gołębiowatych (Columbidae).

## Rozmieszczenie geograficzne
Plemię obejmuje gatunki występujące na terenie Ameryki.

## Podział systematyczny
Do plemienia należą następujące rodzaje:
- Geotrygon Gosse, 1847
- Leptotrygon Banks, Weckstein, Remsen & K.P. Johnson, 2013 – jedynym przedstawicielem jest Leptotrygon veraguensis (Lawrence, 1866) – białoliczek
- Leptotila Swainson, 1837
- Zentrygon Banks, Weckstein, Remsen & K.P. Johnson, 2013
- Zenaida Bonaparte, 1838